# Kreisjazzwerkerschaft & Rose Nabinger

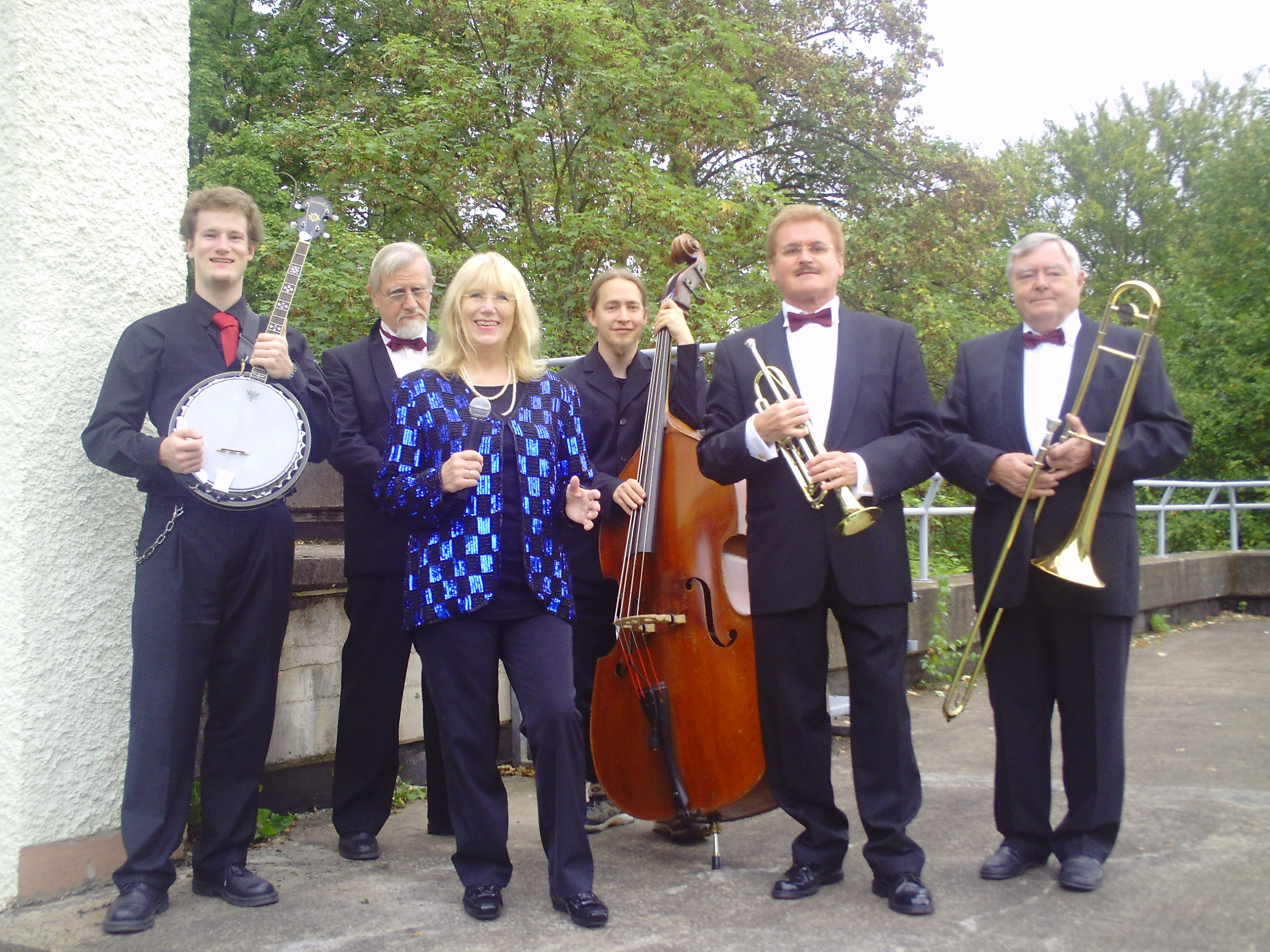
(vl) Louis Teitge, Klaus Wittkamp, Rose Nabinger, Markus Wach, Heinz Teitge und Wolfgang Fett

Kreisjazzwerkerschaft & Rose Nabinger ist eine Band des Oldtime Jazz, die 1972 in Marburg gegründet wurde. Die Musiker waren zur Gründungszeit überwiegend Studenten. Trompeter der Band seit ihrer Gründung ist Heinz H. Teitge; Schlagzeuger der Gründungsformation war Claus Schreiner. Die Band gab sich die Rechtsform eines Vereins und ist beim Amtsgericht Marburg als Kreisjazzwerkerschaft e. V. eingetragen.
Die Sängerin Rose Nabinger kam 1975 zur Band. Gaststar war unter anderem Wolfgang Sauer, der auch in Marburg studierte. Auftritt für die Winnipeg Manisphere in der Winnipeg Arena, Canada. 1987 spielte die Band zusammen mit Reimer von Essen und der Barrelhouse Jazzband bei einem Benefizkonzert zugunsten von Terra Tech. Die Kreisjazzwerkerschaft spielte im Vorprogramm von Illinois Jacquets "Jazztrain ’85" in Hessen mit den Jazzlegenden Herb Ellis, Harry "Sweets" Edison, Red Norvo und Buddy Tate. 1988 spielte die Kreisjazzwerkerschaft auf dem bekannten Jazzfestival Umbria Jazz in Perugia, Italien. Sehr häufig trat die Band mit Manfred Lindner von der hr-Bigband an der Klarinette auf. Bei mehreren Konzerten spielte Dirk Raufeisen das Piano in der Band. In Innsbruck trat die Band zusammen mit der Band von Franz Posch, den Dixielanders Hall, und der Barrelhouse Jazzband im Kongresshaus auf. Zudem spielte die Band im Auftrag der TUI Tourneen auf den Balearen und den Kanarischen Inseln.
Die Kreisjazzwerkerschaft spielte mehrere Jahre hintereinander an den Fachtagen der Internationalen Frankfurter Musikmesse vor internationalem Musik-Fachpublikum. 2006 spielte die Band auf dem Jazzfestival „Bingen swingt“.
Die Band spielt überwiegend Titel der 1920er Jahre mit eigenen Arrangements. Der von der Band am häufigsten im Radio gespielte Titel ist "Black and Blue", ein antirassistischer Song des Textdichters Andy Razaf. Die Kreisjazzwerkerschaft hatte zahlreiche Auftritte in Fernsehsendungen, meist mit Titeln aus der Feder von Rose Nabinger. So 1999 die hr-Sendung „Ferien in Hessen“. Im Jahr 2004 war die Band Gast in der Sendung „Hessen studio live“, u. a. mit dem Titel Ich hab ne Schwäche für dich, der deutschen Fassung von „Somebody Stole My Gal“.